# Chivelstone
Chivelstone – wieś i civil parish w Anglii, w Devon, w dystrykcie South Hams. W 2011 civil parish liczyła 280 mieszkańców. Chivelstone jest wspomniana w Domesday Book (1086) jako Cheveletone/Cheveletona. To zawiera East Prawle, Ford, Lannacombe i South Allington.